# فيتسيكون (سويسرا)
فيتسيكون (بالألمانية: Wetzikon) هي بلدية ضمن مقاطعة هينفيل في كانتون زيورخ، سويسرا.

## المدن التوأمة
مدن منيلنيك وBadolato هي مدن توأمة لفيتسيكون (سويسرا).

## أعلام
- أولي ماورر
- ستيفانيا بوفا